# Tramwaje w Dubrowniku
Tramwaje w Dubrowniku – zlikwidowany system komunikacji tramwajowej w chorwackim mieście Dubrownik.
Tramwaje w Dubrowniku uruchomiono 10 grudnia 1910 jako elektryczne, wąskotorowe (760 mm).
W mieście funkcjonowały dwie linie tramwajowe:
- Pila–željezničke stanice (dworzec kolejowy)
- Pila–Lapad

Tramwaje zlikwidowano 20 października 1970. Przyczyną zamknięcia tramwajów w Dubrowniku były częste wypadki z udziałem tramwajów, ale o losie tramwajów przesądził wypadek z 7 marca 1970, w którym zginęła jedna osoba, a 14 zostało rannych.